# 2744 Birgitta
2744 Birgitta eller 1975 RB är en asteroid upptäckt 4 september 1975 av den svenske astronomen Claes-Ingvar Lagerkvist vid Kvistabergs observatorium. Asteroiden har fått sitt namn efter Anna Birgitta Bernhardina Angelica Lagerkvist, upptäckarens dotter.